# San Guillermo
Pour l’article homonyme, voir San Guillermo (Philippines).
San Guillermo (Saint-Guillaume en français) est une commune du département de San Cristóbal, dans la province de Santa Fe, en Argentine. Ses habitants sont appelés les Sanguillerminos.
La commune fut fondée en 1894 par Ángela de la Casa de Lehmann.

## Localisation

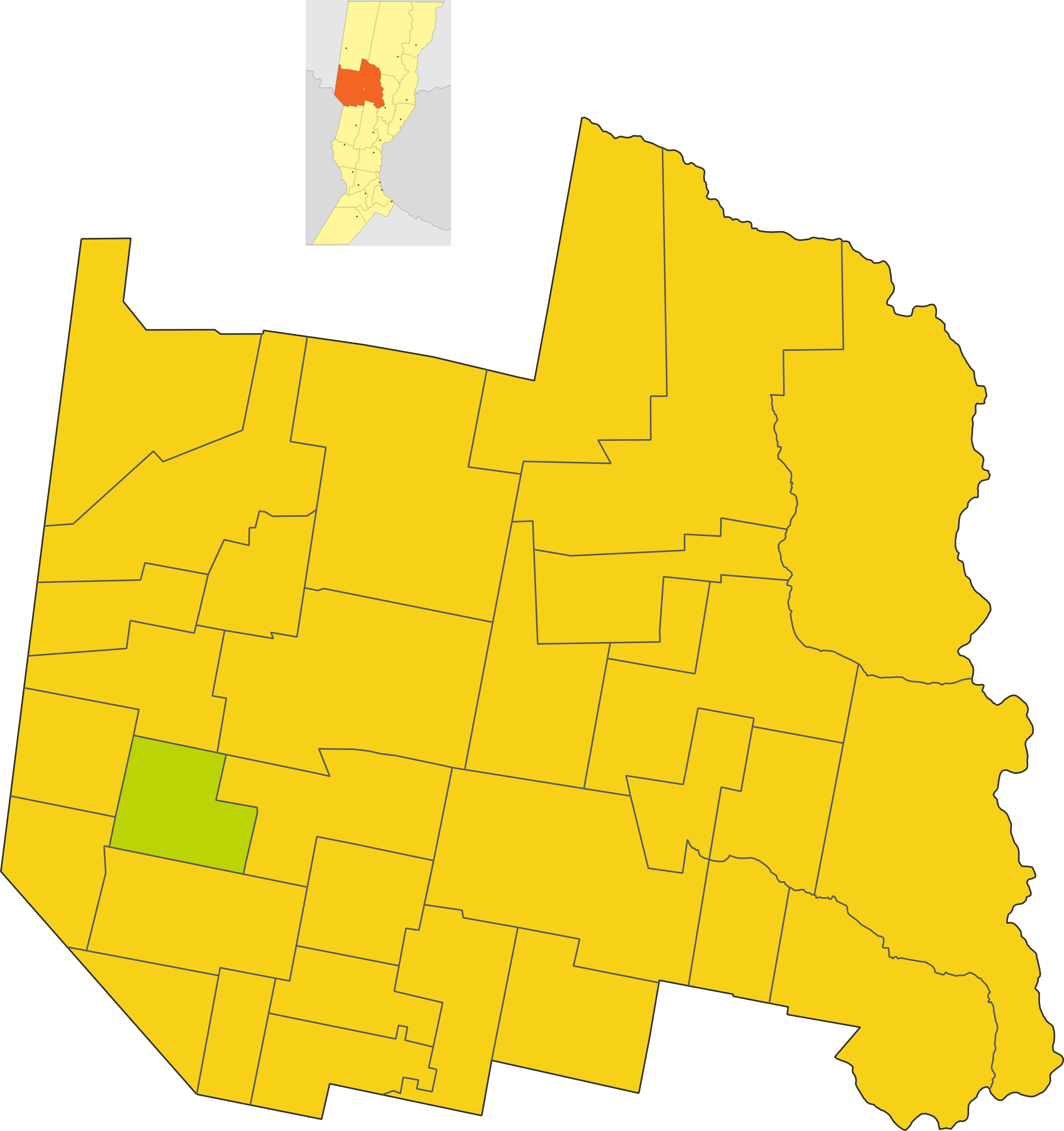
Localisation de la commune de San Guillermo dans le département de San Cristóbal